# Campeonato Nacional de Basquete Masculino de 2006
O Campeonato Nacional de Basquete Masculino de 2006 (17ª edição) não foi concluído. 
Após o primeiro jogo da final entre COC/Ribeirão Preto e Franca/Mariner/Unimed, em Franca, cujo resultado foi de vitória da equipe ribeirãopretana, o campeonato foi paralisado por uma liminar. O Universo/BRB/Lobos Brasília processou o Telemar/Rio de Janeiro por uso irregular de jogador. Como venceu a ação, o time do DF conquistou os pontos da partida contra o time carioca e passou a ter a vaga na final, que passou a ter três finalistas. O imbróglio não teve solução e o campeonato ficou sem campeão.

## Participantes
Americana, Americana/SP

 Araraquara, Araraquara/SP

 Assis, Assis/SP

 Bandeirante, Brusque/SC

 Bauru, Bauru/SP

 COC/Ribeirão Preto, Ribeirão Preto/SP

 Flamengo, Rio de Janeiro/RJ

 Franca, Franca/SP

 Joinville BA, Joinville/SC

 Keltek Basketball, São José dos Pinhais/PR

 Lobos Brasília, Brasília/DF

 Londrina-ULB, Londrina/PR

 Minas, Belo Horizonte/MG

 Paulistano, São Paulo/SP

 Pinheiros, São Paulo/SP

 Rio Claro, Rio Claro/SP

 São Paulo/Santo André, Santo André/SP

 Sport, Recife/PE

 Telemar/Rio de Janeiro, Rio de Janeiro/RJ

 Ulbra, Torres/RS

 Unitri/Uberlândia, Uberlândia/MG

 Universo/Ajax, Goiânia/GO

As equipes do Limeira e do Grajaú C.C. chegaram a ser incluídas entre os participantes, mas foram excluídas pela CBB após darem dois W.O. cada. Enquanto o Limeira manisfestou falta de interesse em disputar a competição, o Grajaú alegou falta de tempo de se preparar para os jogos.

## Regulamento
Inicialmente, o regulamento previa na fase de classificação que 18 equipes (Americana, Assis, Bandeirante, Bauru, COC/Ribeirão, Flamengo, Franca, Joinville BA, Lobos Brasília, Londrina-ULB, Minas, Paulistano, Pinheiros, Rio Claro, São Paulo/Santo André, Sport, Unitri/Uberlândia e Universo/Ajax) fossem divididas em 2 (dois) grupos, jogando todas contra todas, em turno e returno dentro seu grupo, apurando-se as 8 (oito) equipes melhores classificadas em cada grupo para a fase seguinte. Nas oitavas de finais, as 16 (dezeseis) equipes jogariam um playoff de 5 (cinco) partidas, em cruzamento olímpico: 1.ª do Grupo "A" x 8.ª do Grupo "B"; 2.ª do Grupo "A" x 7.ª do Grupo "B"; 3.ª do Grupo "A" x 6.ª do Grupo "B"; 4.ª do Grupo "A" x 5.ª do Grupo "B"; 1.ª do Grupo "B" x 8.ª do Grupo "A"; 2.ª do Grupo "B" x 7.ª do Grupo "A"; 3.ª do Grupo "B" x 6.ª do Grupo "A" e 4.ª do Grupo "B" x 5.ª do Grupo "A". As 8 equipes vencedoras dos confrontos das oitavas de finais jogariam as quartas de finais em um playoff de 5 (cinco) partidas. As 4 vencedoras das quartas se classificariam para a semifinal, de onde sairiam as duas finalistas. A semifinal e a decisão também seriam jogadas em melhor de cinco.
Porém, durante a competição, seis equipes (Araraquara, Grajaú C.C., Keltek Basketball, Limeira, Telemar e Ulbra) impedidas pela CBB de disputar o Nacional por estarem jogando uma liga independente, a Nossa Liga de Basquetebol, ganharam na justiça o direito de participar do Campeonato Nacional de 2006. Assim, o regulamento foi alterado. As novas seis equipes foram colocadas no Grupo C, onde se enfrentariam em turno e returno. As quatro primeiras colocadas disputariam os playoffs (melhor de cinco) nos seguintes cruzamentos: 1º x 4º e 2º x 3º. Os vencedores se classificam para o Hexagonal semifinal, que seria disputado em turno, numa sede única, com os semifinalistas dos grupos “A” e “B”. Os dois primeiros colocados do Hexagonal fariam a grande decisão, em cinco jogos.

## Classificação
| 1 | Telemig Celular/Unitri | 30 | 16 | 14 | 2  | 1473 | 1239 | 1.18886 |
| 2 | Universo/Ajax          | 28 | 16 | 12 | 4  | 1327 | 1272 | 1.04324 |
| 3 | Paulistano/Dix Amico   | 27 | 16 | 11 | 5  | 1580 | 1508 | 1.04775 |
| 4 | Joinville/Univille     | 27 | 16 | 11 | 5  | 1333 | 1164 | 1.14519 |
| 5 | Conti/Amea/Assis       | 26 | 16 | 10 | 6  | 1381 | 1241 | 1.11281 |
| 6 | Flamengo/Petrobras     | 23 | 16 | 7  | 9  | 1269 | 1296 | 0.97917 |
| 7 | São Paulo/Santo André  | 21 | 16 | 5  | 11 | 1293 | 1452 | 0.89050 |
| 8 | SEB/Brusque/Havan      | 17 | 16 | 1  | 15 | 1190 | 1392 | 0.85489 |
| 9 | Americana Basketball   | 17 | 16 | 1  | 15 | 1198 | 1480 | 0.80946 |

PTS - pontos, J - jogos, V - vitórias, D - derrotas, PP - pontos pró, PC - pontos contra, PA - pontos average
|  |                                           |
|  | Zona de classificação às oitavas de final |

| 1 | Franca/Mariner/Unimed  | 29 | 16 | 13 | 3  | 1458 | 1249 | 1.16733 |
| 2 | Bandeirantes/Rio Claro | 28 | 16 | 12 | 4  | 1408 | 1261 | 1.11657 |
| 3 | Universo/BRB/DF        | 28 | 16 | 12 | 4  | 1459 | 1309 | 1.11459 |
| 4 | COC/Ribeirão Preto     | 27 | 16 | 11 | 5  | 1545 | 1387 | 1.11391 |
| 5 | Pitágoras/Minas        | 27 | 16 | 11 | 5  | 1465 | 1386 | 1.05700 |
| 6 | Plasútil/Sukest/Bauru  | 22 | 16 | 6  | 10 | 1298 | 1317 | 0.98557 |
| 7 | Pinheiros              | 20 | 16 | 4  | 12 | 1272 | 1428 | 0.89076 |
| 8 | Sport Recife           | 19 | 16 | 3  | 13 | 1124 | 1374 | 0.81805 |
| 9 | Inesul/Londrina        | 16 | 16 | 0  | 16 | 1213 | 1531 | 0.79229 |

PTS - pontos, J - jogos, V - vitórias, D - derrotas, PP - pontos pró, PC - pontos contra, PA - pontos average
|  |                                           |
|  | Zona de classificação às oitavas de final |

| 1 | Telemar/Rio de Janeiro         | 18 | 10 | 8 | 2  | 637 | 473 | 1.34672 |
| 2 | Uniara/Lupo/Araraquara         | 18 | 10 | 8 | 2  | 592 | 506 | 1.16996 |
| 3 | Ulbra/Torres                   | 17 | 10 | 7 | 3  | 625 | 521 | 1.19962 |
| 4 | Keltek/PetroCrystal Basketball | 15 | 10 | 5 | 5  | 560 | 594 | 0.94276 |
| – | Grajaú C.C.*                   | 0  | 10 | 0 | 10 | 0   | 200 | 0.00000 |
| – | Winner/Limeira*                | 0  | 10 | 0 | 10 | 0   | 200 | 0.00000 |

PTS - pontos, J - jogos, V - vitórias, D - derrotas, PP - pontos pró, PC - pontos contra, PA - pontos average
|  |                                    |
|  | Zona de classificação aos playoffs |

*Por darem W.O. em duas partidas cada, Grajaú e Limeira foram eliminados da competição, perdendo todos os jogos pelo placar de 20 a 0.   

## Playoffs
Negrito – Vencedor das séries
Itálico – Time com vantagem de mando de quadra

### Oitavas de final (Grupos A e B)
| Time 1             | Séries | Time 2                | 1º Jogo | 2º Jogo | 3º Jogo | 4º Jogo | 5º Jogo |
| ------------------ | ------ | --------------------- | ------- | ------- | ------- | ------- | ------- |
| Unitri/Uberlândia  | 3–0    | Sport                 | 100–68  | 110–71  | 87–78   | –       | –       |
| Franca             | 3–0    | Bandeirante           | 95–56   | 111–60  | 88–44   | –       | –       |
| Universo/Ajax      | 3–0    | Pinheiros             | 71–63   | 87–57   | 80–73   | –       | –       |
| Rio Claro          | 3–0    | São Paulo/Santo André | 103–72  | 87–84   | 92–85   | –       | –       |
| Paulistano         | 3–2    | Bauru                 | 93–89   | 89–92   | 83–97   | 89–87   | 107–90  |
| Lobos Brasília     | 3–0    | Flamengo              | 100–91  | 86–84   | 87–73   | –       | –       |
| Joinville BA       | 3–2    | Minas                 | 99–92   | 87–76   | 72–75   | 68–79   | 76–74   |
| COC/Ribeirão Preto | 3–1    | Assis                 | 94–76   | 84–69   | 77–91   | 64–61   | –       |

### Quartas de final (Grupos A e B)
| Time 1            | Séries | Time 2             | 1º Jogo | 2º Jogo | 3º Jogo | 4º Jogo | 5º Jogo |
| ----------------- | ------ | ------------------ | ------- | ------- | ------- | ------- | ------- |
| Unitri/Uberlândia | 0–3    | COC/Ribeirão Preto | 92–102  | 92–96   | 109–112 | –       | –       |
| Rio Claro         | 3–2    | Paulistano         | 90–86   | 90–92   | 75–78   | 100–87  | 110–103 |
| Universo/Ajax     | 1–3    | Lobos Brasília     | 77–80   | 84–73   | 85–88   | 87–93   | –       |
| Franca            | 3–1    | Joinville BA       | 97–75   | 114–110 | 74–75   | 81–70   | –       |

### Playoff (Grupo C)
| Time 1                 | Séries | Time 2            | 1º Jogo | 2º Jogo | 3º Jogo | 4º Jogo | 5º Jogo |
| ---------------------- | ------ | ----------------- | ------- | ------- | ------- | ------- | ------- |
| Telemar/Rio de Janeiro | 3–0    | Keltek Basketball | 95–79   | 91–79   | 100–88  | –       | –       |
| Araraquara             | 0–3    | Ulbra             | 67–91   | 78–89   | 76–96   | –       | –       |

## Hexagonal semifinal
Franca, 17 a 21 de maio
| 1 | Franca/Mariner/Unimed  | 9 | 5 | 4 | 1 | 438 | 413 | 1.06053 |
| 2 | COC/Ribeirão Preto     | 8 | 5 | 3 | 2 | 459 | 449 | 1.02227 |
| 3 | Bandeirantes/Rio Claro | 8 | 5 | 3 | 2 | 385 | 380 | 1.01316 |
| 4 | Universo/BRB/DF        | 8 | 5 | 3 | 2 | 463 | 458 | 1.01092 |
| 5 | Ulbra/Torres           | 6 | 5 | 1 | 4 | 426 | 444 | 0.95946 |
| 6 | Telemar/Rio de Janeiro | 6 | 5 | 1 | 4 | 453 | 480 | 0.94375 |

PTS - pontos, J - jogos, V - vitórias, D - derrotas, PP - pontos pró, PC - pontos contra, PA - pontos average
|  |                       |
|  | Classificação à final |

## Final
| Time 1 | Séries | Time 2             | 1º Jogo | 2º Jogo | 3º Jogo | 4º Jogo | 5º Jogo |
| ------ | ------ | ------------------ | ------- | ------- | ------- | ------- | ------- |
| Franca | 0–1*   | COC/Ribeirão Preto | 61–63   | –       | –       | –       | –       |

*A série entre Franca e COC foi paralisada por uma liminar. O imbróglio não teve solução e o campeonato ficou sem campeão.